# Shōgun

Minamoto no Yoritomo, der erste Shōgun des Kamakura-Shōgunats

Shōgun, auch Schogun, (japanisch 将軍, vollständiger Titel 征夷大将軍 Seii Taishōgun, in etwa „Barbaren unterwerfender großer General“/„Generalissimus“) war vom 12. Jahrhundert bis 1867 ein japanischer Militärtitel für Anführer aus dem Kriegeradel der Samurai. Ursprünglich entsprach ein Shōgun ungefähr einem europäischen Herzog und wurde nur zeitweilig in Notfällen im Kampf gegen die Emishi auf diese mit besonderen Vollmachten versehene Position berufen. Minamoto Yoritomo gelang es dann nach dem Ende der Heian-Zeit, sich diesen Titel 1192 vom Kaiser erblich übertragen zu lassen.
Das Shōgunat bezeichnete zunächst nur den Haushalt, später auch den Verwaltungsapparat des Shōgun. Im Japanischen bezeichnete es sich selbst als kōgi (公儀, wörtlich „offizielle Angelegenheiten“, also „Zentralregierung“); ab dem 19. Jahrhundert wurde es als Abgrenzung vom zunehmend als souverän angesehenen Kaiserhof als bakufu (幕府, wörtlich „Zeltregierung“ im Sinne von „Militärregierung“) bezeichnet. Das bakufu blieb das dominierende politische Zentrum des Landes, bis es nach der Niederlage des Tokugawa-Shōgunats im Boshin-Krieg im Laufe der Meiji-Restauration 1868 mitsamt dem bis dahin bestehenden Ständestaat abgeschafft wurde.

## Nara- und Heian-Zeit
Bereits in der Nara-Zeit und der Heian-Zeit (709–1184) gab es  Anführer aus dem Kriegeradel der Samurai, die den Titel eines Shōguns führten. Als erster von ihnen gilt Kose no Maro 709 als Mutsu Chintō Shōgun (陸奥鎮東将軍). Sakanoue no Tamuramaro (758–811) war der erste, der den später üblichen Titel Seii Taishōgun (征夷大将軍) führte. Shōgun entsprach von der Position her ungefähr einem europäischen Herzog und wurde nur zeitweilig in Notfällen im Kampf gegen die Emishi im Norden auf diese mit besonderen Vollmachten versehene Position berufen.

## Kamakura-Shōgunat (1192–1333)

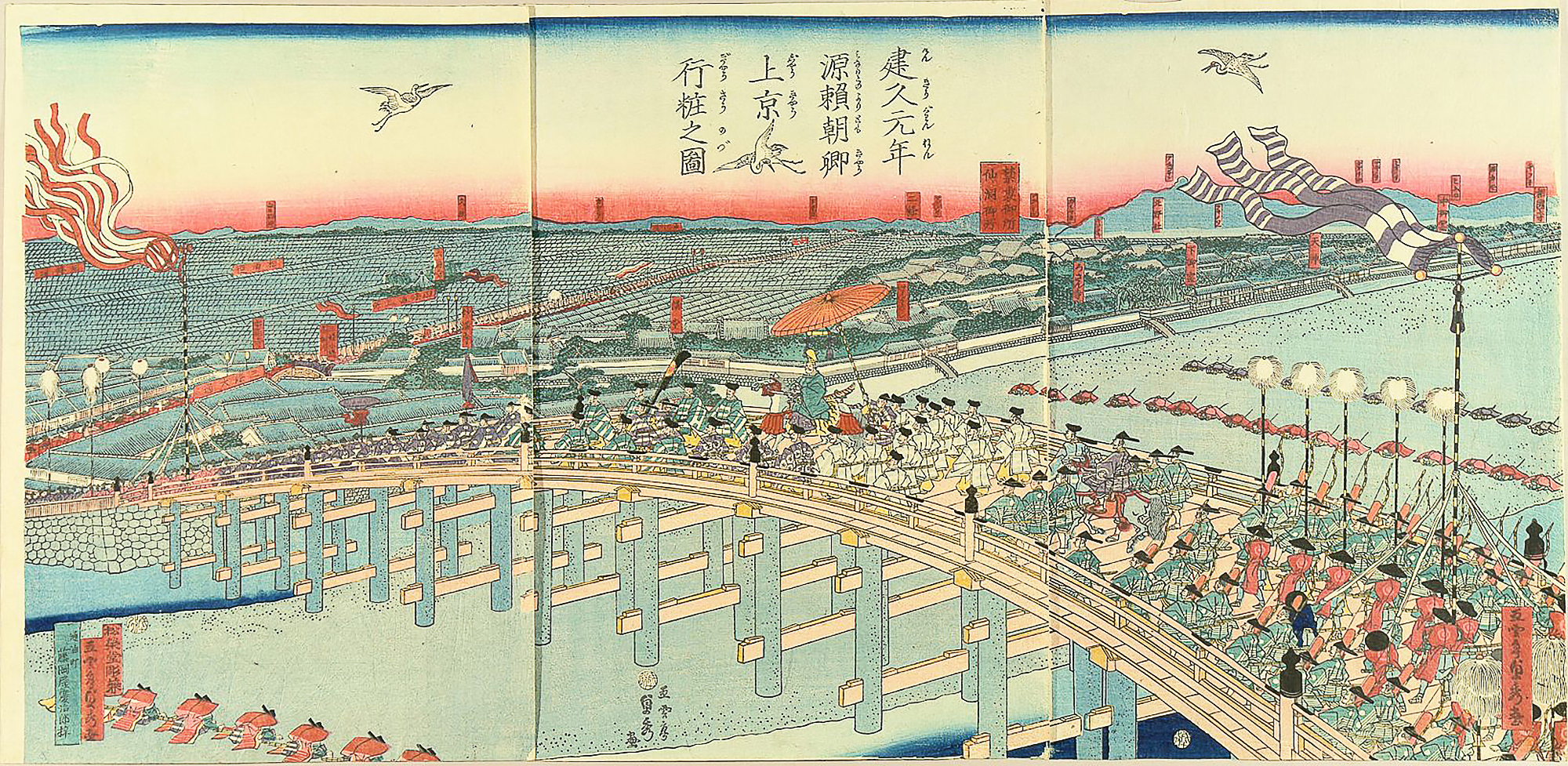
Minamoto no Yoritomo geht zu Beginn des Kamakura-Shōgunats nach Kyoto

Etwa um 1150 war die Macht in Japan faktisch in der Hand der Klosterkaiser, offiziell abgedankter Regenten, die dem amtierenden Tennō nur repräsentative Aufgaben überließen. Dies hatte Auseinandersetzungen zwischen rivalisierenden Familien des Hochadels zur Folge. Der Klosterkaiser griff auf die Unterstützung einiger Samurai-Familien zurück, erwies sich nach dem Sieg aber als weniger dankbar, als es sich diese Familien gewünscht hatten. Dies führte zum Gempei-Krieg (1180–1185), nach dessen Ende die Samurai der Region Kamakura faktisch die Macht in Japan übernommen hatten. Am 21. August 1192 wurde Minamoto no Yoritomo (1147–1199) vom Tennō zum Seii Taishōgun ernannt, womit das Kamakura-Shōgunat begründet war. Der Titel des Shōgun wurde an die Nachfolger vererbt, und die Stadt Kamakura wurde Residenzstadt des Shōgunats. Die Provinzen wurden unter Aufsicht der Shugo gestellt, der Vorgänger der späteren Daimyō. Diese wurden aus mächtigen Familien ausgewählt oder der Titel wurde nach einer erfolgreichen Schlacht einem General verliehen.
Nach Minamotos Tod im Jahr 1199 übernahm der Klan seiner Witwe Hōjō Masako die Macht. Dabei blieben die Minamoto die Shōgune, während die Hōjō im Hintergrund die tatsächliche Macht ausübten. Diese Situation versuchte der Kaiser im Jōkyū-Krieg zu beenden. Die Rebellion blieb erfolglos und die Hōjō festigten ihren Einfluss, so dass es ihnen möglich war, den Nachfolger des Shōguns selbst zu ernennen.
In den Jahren 1274 und 1281 wehrten die Shōgune zwei Invasionsversuche der Mongolen unter Kublai Khan ab. Traditionell forderten die Samurai Belohnungen für ihren Dienst. Da durch die Verteidigung des Landes keine Kriegsbeute abfiel, konnte das Shōgunat diese nur in geringem Umfang gewähren.
In ihrem Unmut wandten sich vor allem der Ashikaga- und der Nitta-Klan wieder mehr dem Kaiser zu. Dies machte sich schließlich der Tennō Go-Daigo (1288–1339) zunutze, um das Shōgunat 1333 zu stürzen und mit einer Restauration der kaiserlichen Macht (der Kemmu-Restauration) zu beginnen, die aber nur wenige Jahre Bestand hatte, vor allem aufgrund unterschiedlicher Interessen Go-Daigos und der Ashikaga.

## Kemmu-Restauration (1333–1336)

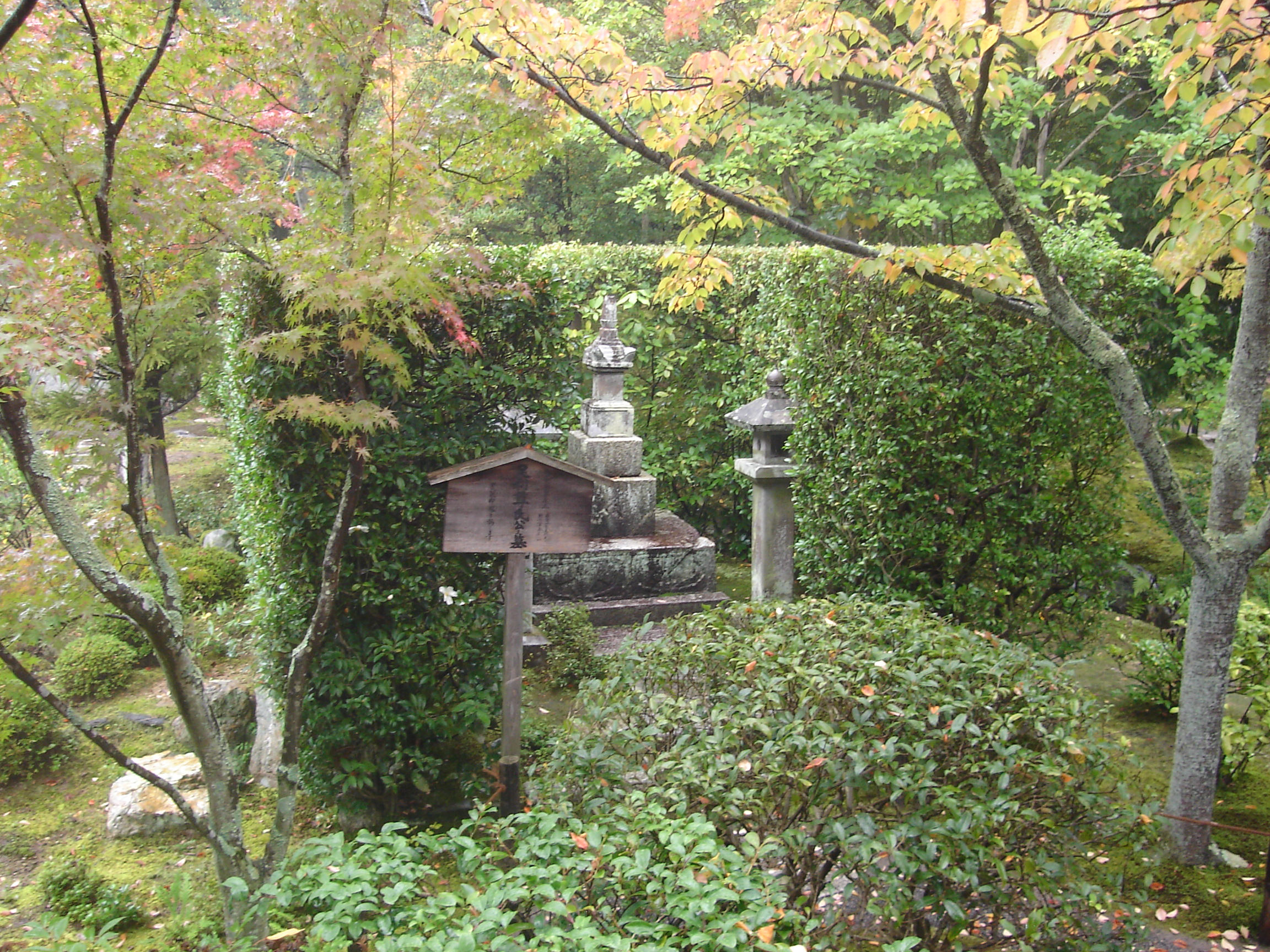
Grabmal von Ashikaga Takauji

Tennō Go-Daigo machte 1333 seinen Sohn Prinz Moriyoshi (auch bekannt als Prinz Morinaga) zum Seii Taishōgun und übertrug ihm die Befehlsgewalt über das Militär. Der Samurai Ashikaga Takauji (1305–1358) lehnte sich gegen Prinz Moriyoshi auf und entmachtete ihn. Prinz Moriyoshi wurde 1335 von Ashikaga Takaujis jüngerem Bruder Ashikaga Tadayoshi getötet. Der Restaurationsversuch des Tennō Go-Daigo scheiterte 1336 endgültig, und der Kaiserhof spaltete sich in die Nord- und die Süd-Dynastie. Die Auseinandersetzung dauerte bis zum Jahr 1392, als die Dynastien unter Führung von Ashikaga Yoshimitsu vereinigt wurden.

## Muromachi- oder Ashikaga-Shōgunat (1338–1573)
Ashikaga Takauji, der im Kyōto-Stadtteil Muromachi residierte, wurde 1338 zum Shōgun und begründete dadurch das Muromachi- oder Ashikaga-Shōgunat. Er gilt als Opportunist, der sein Verhalten ständig der aktuellen Situation anpasste, und als eine der kontroversesten Figuren der japanischen Geschichte. Die nachfolgende Zeit ist durch Machteinbußen der Zentralregierung gekennzeichnet, in deren Verlauf die ländlichen Samurai immer stärker wurden. Die Schwäche der Shōgune führte im Jahr 1467 unter Ashikaga Yoshimasa (1436–1490) zum 11 Jahre dauernden Ōnin-Krieg. Danach waren sowohl das Shōgunat als auch der Tennō politisch bedeutungslos geworden. Der mit dem Ōnin-Krieg beginnende Zeitabschnitt wurde zur „Periode der Krieg führenden Provinzen“ (Sengoku Jidai, 1467–1568).
Nachdem ab dem Jahr 1543 portugiesische Händler Feuerwaffen in Japan eingeführt hatten, nutzte Fürst Oda Nobunaga (1534–1582) diese neue Technik, um eine Reichseinigung zumindest Zentraljapans zu erzwingen. Nach der Befriedung seiner eigenen Provinz Owari erhob Nobunaga auch Ansprüche auf Nachbarprovinzen und marschierte 1568 in die Hauptstadt Kyōto ein. Zunächst unterstützte er den 15. und zugleich letzten Ashikaga-Shōgun Ashikaga Yoshiaki (1537–1597), enthob ihn aber nach Illoyalitäten 1573 aller Ämter, womit das Shōgunat erlosch.

## Azuchi-Momoyama-Zeit (1573–1603)
Auf das Muromachi-Shōgunat folgte die Azuchi-Momoyama-Zeit (1573–1603). Oda Nobunaga einte 30 der damals 68 Provinzen, starb aber im Jahr 1582 durch Verrat, ohne ein neues Shōgunat zu begründen. Im Kampf um Nobunagas Nachfolge setzte sich der aus einfachen Verhältnissen stammende Militärführer Toyotomi Hideyoshi (1536–1598) durch, eine der herausragendsten Persönlichkeiten der japanischen Geschichte. Er reformierte das Reich zu Gunsten der Samurai.

## Tokugawa- oder Edo-Shōgunat (1603–1867)
Nach Hideyoshis Tod gelangte der aus dem Osten Japans stammende Tokugawa Ieyasu (1543–1616) an die Macht, der auch heute noch in einer Vielzahl von Shintō-Schreinen verehrt wird. Ieyasu wurde 1603 vom Tennō zum neuen Seii Taishōgun ernannt. Gegenüber fremden Staaten wurde der Shōgun mit dem Titel Taikun (大君, dt. „großer Gebieter“) bezeichnet, auf den das heutige Tycoon zurückgeht. Er baute im vorher unbedeutenden Fischereihafen Edo (dem heutigen Tokio) ein Verwaltungszentrum auf, das zur faktischen Hauptstadt des Shōgunats wurde und dem Tokugawa-Shōgunat den Namen Edo-Zeit verlieh. Seine Nachfolger vollendeten die Reichseinigung, und Japan erlebte unter den insgesamt 15 Tokugawa-Shōgunen die längste ununterbrochene Friedenszeit seiner Geschichte. Allerdings schottete sich das Land zugleich immer mehr nach außen hin ab: Starke Handelsbeschränkungen und ein absolutes Ausreiseverbot für Japaner und Einreiseverbot für Ausländer (mit Ausnahme kleiner Niederlassungen auf der vor Nagasaki gelegenen Insel Dejima (Niederländer und Chinesen), der Insel Tsushima (Koreaner), und dem Hafen Satsuma (für Handel über die Ryūkyū-Inseln)) führten Japan in die Isolation.
Die Organisation des Edo-Bakufu unter dem Shōgun sah vereinfacht wie folgt aus:
- Großkanzler (大老, tairō): 1 Person, zeitweilig
- Kanzler (老中, rōjū): 3–5 Personen im Monatswechsel
  - Finanz-Kommissar (勘定奉行, kanjō bugyō): 3–5 Personen
  - Hauptbeobachter (大目付, ōmetsuke): 3–5 Personen
  - Edo-Stadtkommissar (町奉行, machi bugyō): 2 Personen im Monatswechsel
  - u.v.m.
- Kanzler-Assistenten (若年寄, wakatoshiyori): 3–5 Personen
  - Wachabteilung (書院番頭, shoin bantō): 4–10 Personen
  - Beobachter (目付, metsuke): unter 10 Personen
  - u.v.m.
- Tempel- und Schreinkommissar (寺社奉行, jisha bugyō), 3–5 Personen im Monatswechsel

Das Ende der Edo-Periode wurde durch die Ankunft eines US-amerikanischen Flottengeschwaders unter Kommodore Matthew Perry (1794–1858) im Jahr 1854 eingeläutet. Gestützt auf die militärische Übermacht durch überlegene Feuerwaffen (Kanonenbootpolitik), erzwang Perry eine Öffnung des japanischen Reichs für den Handel. Die  Nachgiebigkeit des Shōguns führte zu Auseinandersetzungen im Lande: Die Tozama Daimyō und der Hofadel unter Führung Iwakura Tomomis setzten sich für eine Wiederherstellung des  Kaisertums unter dem Schlagwort „Ehret den Kaiser, vertreibt die Barbaren!“ (sonnō jōi) ein. In einem Staatsstreich zwangen sie den seit 1865 regierenden Shōgun Tokugawa Yoshinobu (1837–1913) nach nur zwei Herrschaftsjahren 1867 zur Aufgabe. Yoshinobu widerrief dies Anfang 1868, wurde aber in der Schlacht von Toba-Fushimi (südlich von Kyōto) trotz zahlenmäßiger Überlegenheit vernichtend geschlagen und dankte endgültig ab. Die siegreiche Seite verhalf dem erst 15-jährigen Tennō Mutsuhito (1852–1912) zu seinen vollen Rechten als Staatsoberhaupt. Als kaiserliche Regierungsdevise für die neue Epoche wurde Meiji (etwa erleuchtete Regierung) gewählt. Die Wiederherstellung der kaiserlichen Macht wird Meiji-Restauration genannt, auch wenn es den Reformern keineswegs um eine Wiederherstellung des alten Systems ging, sondern um eine Neugestaltung Japans auf allen Ebenen zu einer Nation, die dem starken Westen gewachsen war. Das neue Schlagwort hieß nun „Japanischer Geist – westliches Wissen!“ (wakon yōsai).